# Lista campionilor de Grand Slam la dublu masculin
Lista campionilor de dublu masculin la turneele de Grand Slam la tenis. La dublu masculin, Bob Bryan, Mike Bryan, Daniel Nestor, Todd Woodbridge și Mark Woodforde sunt singurii jucători care au câștigat un Career Golden Slam. Ken McGregor și Frank Sedgman, în 1951, sunt singura echipă de dublu care a câștigat un Grand Slam calendaristic (frații Bryan au câștigat patru turnee consecutive de Grand Slam, dar într-o perioadă de doi ani calendaristici) și cele șapte victorii consecutive ale lor în turneele de Grand Slam dețin încă recordul din toate timpurile. 
|  |

## Campioni
| An   | Australian Open                                 | French Open                                         | Wimbledon                                         | US Open                                         |
| ---- | ----------------------------------------------- | --------------------------------------------------- | ------------------------------------------------- | ----------------------------------------------- |
| 1881 | —                                               | —                                                   | —                                                 | Clarence Clark Fred Taylor                      |
| 1882 | —                                               | —                                                   | —                                                 | Richard Sears (1/6) James Dwight (1/5)          |
| 1883 | —                                               | —                                                   | —                                                 | Richard Sears (2/6) James Dwight (2/5)          |
| 1884 | —                                               | —                                                   | Ernest Renshaw (1/5) William Renshaw (1/5)        | Richard Sears (3/6) James Dwight (3/5)          |
| 1885 | —                                               | —                                                   | Ernest Renshaw (2/5) William Renshaw (2/5)        | Richard Sears (4/6) Joseph S Clark              |
| 1886 | —                                               | —                                                   | Ernest Renshaw (3/5) William Renshaw (3/5)        | Richard Sears (5/6) James Dwight (4/5)          |
| 1887 | —                                               | —                                                   | Herbert Wilberforce Patrick Bowes-Lyon            | Richard Sears (6/6) James Dwight (5/5)          |
| 1888 | —                                               | —                                                   | Ernest Renshaw (4/5) William Renshaw (4/5)        | Oliver Campbell (1/3) Valentine Hall (1/2)      |
| 1889 | —                                               | —                                                   | Ernest Renshaw (5/5) William Renshaw (5/5)        | Henry Slocum Howard Taylor                      |
| 1890 | —                                               | —                                                   | Joshua Pim (1/2) Frank Stoker (1/2)               | Valentine Hall (2/2) Clarence Hobart (1/3)      |
| 1891 | —                                               | —                                                   | Herbert Baddeley (1/4) Wilfred Baddeley (1/4)     | Oliver Campbell (2/3) Robert Huntington (1/2)   |
| 1892 | —                                               | —                                                   | Ernest Lewis Harry S. Barlow                      | Oliver Campbell (3/3) Robert Huntington (2/2)   |
| 1893 | —                                               | —                                                   | Joshua Pim (2/2) F.O. Stoker (2/2)                | Clarence Hobart (2/3) Fred Hovey (1/2)          |
| 1894 | —                                               | —                                                   | Herbert Baddeley (2/4) Wilfred Baddeley (2/4)     | Clarence Hobart (3/3) Fred Hovey (2/2)          |
| 1895 | —                                               | —                                                   | Herbert Baddeley (3/4) Wilfred Baddeley (3/4)     | Malcolm Chace Robert Wrenn                      |
| 1896 | —                                               | —                                                   | Herbert Baddeley (4/4) Wilfred Baddeley (4/4)     | Carr Neel Samuel Neel                           |
| 1897 | —                                               | —                                                   | Laurence Doherty (1/10) Reginald Doherty (1/10)   | Leo Ware (1/2) George Sheldon (1/2)             |
| 1898 | —                                               | —                                                   | Laurence Doherty (2/10) Reginald Doherty (2/10)   | Leo Ware (2/2) George Sheldon Jr. (2/2)         |
| 1899 | —                                               | —                                                   | Laurence Doherty (3/10) Reginald Doherty (3/10)   | Holcombe Ward (1/6) Dwight Davis (1/3)          |
| 1900 | —                                               | —                                                   | Laurence Doherty (4/10) Reginald Doherty (4/10)   | Holcombe Ward (2/6) Dwight Davis (2/3)          |
| 1901 | —                                               | —                                                   | Laurence Doherty (5/10) Reginald Doherty (5/10)   | Holcombe Ward (3/6) Dwight Davis (3/3)          |
| 1902 | —                                               | —                                                   | Sydney Smith (1/2) Frank Riseley (1/2)            | Laurence Doherty (6/10) Reginald Doherty (6/10) |
| 1903 | —                                               | —                                                   | Laurence Doherty (7/10) Reginald Doherty (7/10)   | Laurence Doherty (8/10) Reginald Doherty (8/10) |
| 1904 | —                                               | —                                                   | Laurence Doherty (9/10) Reginald Doherty (9/10)   | Holcombe Ward (4/6) Beals Wright (1/3)          |
| 1905 | Randolph Lycett (1/5) Tom Tachell               | —                                                   | Laurence Doherty (10/10) Reginald Doherty (10/10) | Holcombe Ward (5/6) Beals Wright (2/3)          |
| 1906 | Rodney Heath (1/2) Anthony Wilding (1/5)        | —                                                   | Sydney Smith (2/2) Frank Riseley (2/2)            | Holcombe Ward (6/6) Beals Wright (3/3)          |
| 1907 | Bill Gregg Harry Parker                         | —                                                   | Norman Brookes (1/4) Anthony Wilding (2/5)        | Fred Alexander (1/6) Harold Hackett (1/4)       |
| 1908 | Fred Alexander (2/6) Alfred Dunlop              | —                                                   | Anthony Wilding (3/5) Major Ritchie               | Fred Alexander (3/6) Harold Hackett (2/4)       |
| 1909 | J. P. Keane Ernie Parker (1/2)                  | —                                                   | Herbert Roper Barrett (1/3) Arthur Gore           | Fred Alexander (4/6) Harold Hackett (3/4)       |
| 1910 | Ashley Campbell (1/2) Horace Rice (1/2)         | —                                                   | Major Ritchie Anthony Wilding (4/5)               | Fred Alexander (5/6) Harold Hackett (4/4)       |
| 1911 | Rodney Heath (2/2) Randolph Lycett (2/5)        | —                                                   | Max Decugis André Gobert                          | Raymond Little Gustave Touchard                 |
| 1912 | James Cecil Parke Charles Dixon (1/3)           | —                                                   | Herbert Roper Barrett (2/3) Charles Dixon (2/3)   | Maurice McLoughlin (1/3) Thomas Bundy (1/3)     |
| 1913 | Alf Hedeman Ernie Parker (2/2)                  | —                                                   | Herbert Roper Barrett (3/3) Charles Dixon (3/3)   | Maurice McLoughlin (2/3) Thomas Bundy (2/3)     |
| 1914 | Ashley Campbell (2/2) Gerald Patterson (1/6)    | —                                                   | Norman Brookes (2/4) Anthony Wilding (5/5)        | Maurice McLoughlin (1/3) Thomas Bundy (3/3)     |
| 1915 | Horace Rice (2/2) Clarence Todd                 | —                                                   | Primul Război Mondial                             | William Johnston (1/3) Clarence Griffin (1/3)   |
| 1916 | Primul Război Mondial                           | —                                                   | Primul Război Mondial                             | William Johnston (2/3) Clarence Griffin (2/3)   |
| 1917 | Primul Război Mondial                           | —                                                   | Primul Război Mondial                             | Fred Alexander (6/6) Harold Throckmorton        |
| 1918 | Primul Război Mondial                           | —                                                   | Primul Război Mondial                             | Bill Tilden (1/6) Vincent Richards (1/7)        |
| 1919 | Pat O'Hara Wood (1/5) Ronald Thomas (1/3)       | —                                                   | Ron Thomas (2/3) Pat O'Hara Wood (2/5)            | Norman Brookes (3/4) Gerald Patterson (2/6)     |
| 1920 | Pat O'Hara Wood (3/5) Ron Thomas (3/3)          | —                                                   | Richard Williams (1/3) Chuck Garland              | William Johnston (3/3) Clarence Griffin (3/3)   |
| 1921 | S.H. Eaton Rhys Gemmell                         | —                                                   | Randolph Lycett (3/5) Max Woosnam                 | Bill Tilden (2/6) Vincent Richards (2/7)        |
| 1922 | John Hawkes(1/3) Gerald Patterson (3/6)         | —                                                   | James Anderson (1/2) Randolph Lycett (4/5)        | Bill Tilden (3/6) Vincent Richards (3/7)        |
| 1923 | Pat O'Hara Wood (4/5) Bert St. John             | —                                                   | Leslie Godfree Randolph Lycett (5/5)              | Bill Tilden (4/6) Brian Norton                  |
| 1924 | James Anderson (2/2) Norman Brookes (4/4)       | —                                                   | Francis Hunter (1/3) Vincent Richards (4/7)       | Howard Kinsey (1/2) Robert Kinsey               |
| 1925 | Pat O'Hara Wood (5/5) Gerald Patterson (4/6)    | Jean Borotra (1/9) René Lacoste (1/3)               | Jean Borotra (2/9) René Lacoste (2/5)             | Richard Williams (2/3) Vincent Richards (5/7)   |
| 1926 | John Hawkes (2/3) Gerald Patterson (5/6)        | Vincent Richards (6/7) Howard Kinsey (2/2)          | Jacques Brugnon (1/10) Henri Cochet (1/5)         | Richard Williams (3/3) Vincent Richards (7/7)   |
| 1927 | John Hawkes(3/3) Gerald Patterson (6/6)         | Henri Cochet (2/5) Jacques Brugnon (2/10)           | Frank Hunter (2/3) Bill Tilden (5/6)              | Bill Tilden (6/6) Frank Hunter (3/3)            |
| 1928 | Jean Borotra (3/9) Jacques Brugnon (3/10)       | Jean Borotra (4/9) Jacques Brugnon (4/10)           | Jacques Brugnon (5/10) Henri Cochet (3/5)         | George Lott (1/8) John Hennessey                |
| 1929 | Jack Crawford (1/6) Harry Hopman (1/2)          | René Lacoste (3/3) Jean Borotra (5/9)               | Wilmer Allison (1/4) John Van Ryn (1/6)           | George Lott (2/8) John Doeg (1/2)               |
| 1930 | Jack Crawford (2/6) Harry Hopman (2/2)          | Henri Cochet (4/5) Jacques Brugnon (6/10)           | Wilmer Allison (2/4) John Van Ryn (2/6)           | George Lott (3/8) John Doeg (2/2)               |
| 1931 | Charles Donohoe Ray Dunlop                      | George Lott (4/8) John Van Ryn (3/6)                | George Lott (5/8) John Van Ryn (4/6)              | Wilmer Allison (3/4) John Van Ryn (5/6)         |
| 1932 | Jack Crawford (3/6) Edgar Moon                  | Henri Cochet (5/5) Jacques Brugnon (7/10)           | Jean Borotra (6/9) Jacques Brugnon (8/10)         | Ellsworth Vines (1/2) Keith Gledhill (1/2)      |
| 1933 | Keith Gledhill (2/2) Ellsworth Vines (2/2)      | Pat Hughes(1/3) Fred Perry (1/2)                    | Jean Borotra (7/9) Jacques Brugnon (9/10)         | George Lott (6/8) Lester Stoefen (1/3)          |
| 1934 | Fred Perry (2/2) Pat Hughes (2/3)               | Jean Borotra (8/9) Jacques Brugnon (10/10)          | George Lott (7/8) Lester Stoefen (2/3)            | George Lott (8/8) Lester Stoefen (3/3)          |
| 1935 | Jack Crawford (4/6) Vivian McGrath              | Jack Crawford (5/6) Adrian Quist (1/14)             | Jack Crawford (6/6) Adrian Quist (2/14)           | Wilmer Allison (4/4) John Van Ryn (6/6)         |
| 1936 | Adrian Quist (2/14) Don Turnbull (1/2)          | Jean Borotra (9/9) Marcel Bernard (1/2)             | Pat Hughes (3/3) Raymond Tuckey                   | Don Budge (1/4) Gene Mako (1/4)                 |
| 1937 | Adrian Quist (3/14) Don Turnbull (2/2)          | Gottfried von Cramm(1/2) Henner Henkel (1/2)        | Don Budge (2/4) Gene Mako (2/4)                   | Gottfried von Cramm (2/2) Henner Henkel (2/2)   |
| 1938 | John Bromwich (1/13) Adrian Quist (5/14)        | Bernard Destremau Yvon Petra (1/2)                  | Don Budge (3/4) Gene Mako (3/4)                   | Don Budge (4/4) Gene Mako (4/4)                 |
| 1939 | John Bromwich (2/13) Adrian Quist (6/14)        | Don McNeill (1/2) Charles Harris                    | Elwood Cooke Bobby Riggs                          | Adrian Quist (7/14) John Bromwich (3/13)        |
| 1940 | John Bromwich (4/13) Adrian Quist (8/14)        | Turneu anulat                                       | Al Doilea Război Mondial                          | Jack Kramer (1/6) Fred Schroeder (1/3)          |
| 1941 | Al Doilea Război Mondial                        | Franța ținută sub ocupație germană                  | Al Doilea Război Mondial                          | Jack Kramer (2/6) Fred Schroeder (2/3)          |
| 1942 | Al Doilea Război Mondial                        | Franța ținută sub ocupație germană                  | Al Doilea Război Mondial                          | Gardnar Mulloy (1/5) William Talbert (1/5)      |
| 1943 | Al Doilea Război Mondial                        | Franța ținută sub ocupație germană                  | Al Doilea Război Mondial                          | Jack Kramer (3/6) Frank Parker (1/3)            |
| 1944 | Al Doilea Război Mondial                        | Franța ținută sub ocupație germană                  | Al Doilea Război Mondial                          | Don Mcneill (2/2) Bob Falkenburg (1/2)          |
| 1945 | Al Doilea Război Mondial                        | Franța ținută sub ocupație germană                  | Al Doilea Război Mondial                          | Gardnar Mulloy (2/5) William Talbert (2/5)      |
| 1946 | John Bromwich (5/13) Adrian Quist (9/14)        | Marcel Bernard(1/2) Yvon Petra (2/2)                | Tom Brown Jack Kramer (4/6)                       | Gardnar Mulloy (3/5) William Talbert (3/5)      |
| 1947 | John Bromwich (6/13) Adrian Quist (10/14)       | Eustace Fannin Eric Sturgess                        | Bob Falkenburg (2/2) Jack Kramer (5/6)            | Jack Kramer (6/6) Fred Schroeder (3/3)          |
| 1948 | John Bromwich (7/13) Adrian Quist (11/14)       | Lennart Bergelin Jaroslav Drobný                    | John Bromwich (8/13) Frank Sedgman (1/9)          | Gardnar Mulloy (4/5) William Talbert (4/5)      |
| 1949 | John Bromwich (9/13) Adrian Quist (12/14)       | Pancho Gonzales (1/2) Frank Parker (2/3)            | Pancho Gonzales (2/2) Frank Parker (3/3)          | John Bromwich (10/13) Bill Sidwell              |
| 1950 | John Bromwich (11/13) Adrian Quist (13/14)      | William Talbert (5/5) Tony Trabert (1/5)            | John Bromwich (12/13) Adrian Quist (14/14)        | John Bromwich (13/13) Frank Sedgman (2/9)       |
| 1951 | Ken McGregor (1/7) Frank Sedgman (3/9)          | Ken McGregor (2/7) Frank Sedgman (4/9)              | Ken McGregor (3/7) Frank Sedgman (5/9)            | Ken McGregor (4/7) Frank Sedgman (6/9)          |
| 1952 | Ken McGregor (5/7) Frank Sedgman (7/9)          | Ken McGregor (6/7) Frank Sedgman (8/9)              | Ken McGregor (7/7) Frank Sedgman (9/9)            | Mervyn Rose(1/4) Vic Seixas (1/5)               |
| 1953 | Lew Hoad (1/8) Ken Rosewall (1/9)               | Lew Hoad (2/8) Ken Rosewall (2/9)                   | Lew Hoad (3/8) Ken Rosewall (3/9)                 | Rex Hartwig (1/4) Mervyn Rose (2/4)             |
| 1954 | Rex Hartwig (2/4) Mervyn Rose (3/4)             | Vic Seixas (2/5) Tony Trabert (2/5)                 | Rex Hartwig (3/4) Mervyn Rose (4/4)               | Vic Seixas (3/5) Tony Trabert (3/5)             |
| 1955 | Vic Seixas (4/5) Tony Trabert (4/5)             | Vic Seixas (5/5) Tony Trabert (5/5)                 | Rex Hartwig (4/4) Lew Hoad (4/8)                  | Kosei Kamo Atsushi Miyagi                       |
| 1956 | Lew Hoad (5/8) Ken Rosewall (4/9)               | Don Candy Robert Perry                              | Lew Hoad (6/8) Ken Rosewall (5/9)                 | Lew Hoad (7/8) Ken Rosewall (6/9)               |
| 1957 | Neale Fraser (1/11) Lew Hoad (8/8)              | Malcolm Anderson (1/2) Ashley Cooper (1/4)          | Budge Patty Gardnar Mulloy (5/5)                  | Neale Fraser (2/11) Ashley Cooper (2/4)         |
| 1958 | Ashley Cooper (3/4) Neale Fraser (3/11)         | Ashley Cooper (4/4) Neale Fraser (4/11)             | Sven Davidson Ulf Schmidt                         | Alex Olmedo Hamilton Richardson                 |
| 1959 | Rod Laver (1/6) Robert Mark (1/3)               | Orlando Sirola Nicola Pietrangeli                   | Roy Emerson (1/16) Neale Fraser (5/11)            | Neale Fraser (6/11) Roy Emerson (2/16)          |
| 1960 | Rod Laver (2/6) Robert Mark (2/3)               | Roy Emerson (3/16) Neale Fraser (7/11)              | Rafael Osuna (1/3) Dennis Ralston (1/5)           | Neale Fraser (8/11) Roy Emerson (4/16)          |
| 1961 | Rod Laver (3/6) Robert Mark (3/3)               | Roy Emerson (5/16) Rod Laver (4/6)                  | Roy Emerson (6/16) Neale Fraser (9/11)            | Chuck McKinley (1/3) Dennis Ralston (2/5)       |
| 1962 | Roy Emerson (7/16) Neale Fraser (10/11)         | Roy Emerson (8/16) Neale Fraser (11/11)             | Bob Hewitt (1/9) Fred Stolle (1/10)               | Rafael Osuna (2/3) Antonio Palafox (1/2)        |
| 1963 | Bob Hewitt (2/9) Fred Stolle (2/10)             | Roy Emerson (9/16) Manuel Santana                   | Rafael Osuna (3/3) Antonio Palafox (2/2)          | Chuck McKinley (2/3) Dennis Ralston (3/5)       |
| 1964 | Bob Hewitt (3/9) Fred Stolle (3/10)             | Roy Emerson (10/16) Ken Fletcher (1/2)              | Bob Hewitt (4/9) Fred Stolle (4/10)               | Chuck McKinley (3/3) Dennis Ralston (4/5)       |
| 1965 | John Newcombe (1/17) Tony Roche (1/13)          | Roy Emerson (11/16) Fred Stolle (5/10)              | John Newcombe (2/17) Tony Roche (2/13)            | Roy Emerson (12/16) Fred Stolle (6/10)          |
| 1966 | Roy Emerson (13/16) Fred Stolle (7/10)          | Clark Graebner Dennis Ralston (5/5)                 | Ken Fletcher (2/2) John Newcombe (3/17)           | Roy Emerson (14/16) Fred Stolle (8/10)          |
| 1967 | John Newcombe (4/17) Tony Roche (3/13)          | John Newcombe (5/17) Tony Roche (4/13)              | Bob Hewitt (5/9) Frew McMillan (1/5)              | John Newcombe (6/17) Tony Roche (5/13)          |
| 1968 | Dick Crealy (1/2) Allan Stone (1/2)             | ↓ Open Era ↓                                        | ↓ Open Era ↓                                      | ↓ Open Era ↓                                    |
| 1968 | ↓ Open Era ↓                                    | Ken Rosewall (7/9) Fred Stolle (9/10)               | John Newcombe (7/17) Tony Roche (6/13)            | Robert Lutz (1/5) Stan Smith (1/5)              |
| 1969 | Roy Emerson (15/16) Rod Laver (5/6)             | John Newcombe (8/17) Tony Roche (7/13)              | John Newcombe (9/17) Tony Roche (8/13)            | Ken Rosewall (8/9) Fred Stolle (10/10)          |
| 1970 | Robert Lutz (2/5) Stan Smith (2/5)              | Ilie Năstase (1/3) Ion Țiriac                       | John Newcombe (10/17) Tony Roche (9/13)           | Pierre Barthès Nikola Pilić                     |
| 1971 | John Newcombe (11/17) Tony Roche (10/13)        | Arthur Ashe (1/2) Marty Riessen (1/2)               | Roy Emerson (16/16) Rod Laver (6/6)               | John Newcombe (12/17) Roger Taylor (1/2)        |
| 1972 | Owen Davidson (1/2) Ken Rosewall (9/9)          | Bob Hewitt (6/9) Frew McMillan (2/5)                | Bob Hewitt (7/9) Frew McMillan (3/5)              | Cliff Drysdale Roger Taylor (2/2)               |
| 1973 | Malcolm Anderson (2/2) John Newcombe (13/17)    | John Newcombe (14/17) Tom Okker (1/2)               | Jimmy Connors (1/2) Ilie Năstase (2/3)            | Owen Davidson (2/2) John Newcombe (15/17)       |
| 1974 | Ross Case (1/2) Geoff Masters (1/2)             | Dick Crealy (2/2) Onny Parun                        | John Newcombe (16/17) Tony Roche (11/13)          | Robert Lutz (3/5) Stan Smith (3/5)              |
| 1975 | John Alexander (1/2) Phil Dent                  | Brian Gottfried (1/3) Raúl Ramírez (1/3)            | Vitas Gerulaitis Sandy Mayer (1/2)                | Jimmy Connors (2/2) Ilie Năstase (3/3)          |
| 1976 | John Newcombe (17/17) Tony Roche (12/13)        | Fred McNair Sherwood Stewart (1/3)                  | Brian Gottfried (2/3) Raúl Ramírez (2/3)          | Marty Riessen (2/2) Tom Okker (2/2)             |
| 1977 | Arthur Ashe (2/2) Tony Roche (13/13) (Jan)      | Brian Gottfried (3/3) Raúl Ramírez (3/3)            | Ross Case (2/2) Geoff Masters (2/2)               | Bob Hewitt (8/9) Frew McMillan (4/5)            |
| 1977 | Ray Ruffels Allan Stone (2/2) (Dec)             | Brian Gottfried (3/3) Raúl Ramírez (3/3)            | Ross Case (2/2) Geoff Masters (2/2)               | Bob Hewitt (8/9) Frew McMillan (4/5)            |
| 1978 | Wojciech Fibak Kim Warwick (1/4)                | Gene Mayer (1/2) Hank Pfister (1/2)                 | Bob Hewitt (9/9) Frew McMillan (5/5)              | Robert Lutz (4/5) Stan Smith (4/5)              |
| 1979 | Peter McNamara (1/3) Paul McNamee (1/4)         | Gene Mayer (2/2) Sandy Mayer (2/2)                  | Peter Fleming (1/7) John McEnroe (1/9)            | Peter Fleming (2/7) John McEnroe (2/9)          |
| 1980 | Mark Edmondson (1/5) Kim Warwick (2/4)          | Victor Amaya Hank Pfister (2/2)                     | Peter McNamara (2/3) Paul McNamee (2/4)           | Robert Lutz (5/5) Stan Smith (5/5)              |
| 1981 | Mark Edmondson (2/5) Kim Warwick (3/4) (Dec)    | Heinz Günthardt (1/2) Balázs Taróczy (1/2)          | Peter Fleming (3/7) John McEnroe (3/9)            | Peter Fleming (4/7) John McEnroe (4/9)          |
| 1982 | John Alexander (2/2) John Fitzgerald (1/7)      | Sherwood Stewart (2/3) Ferdi Taygan                 | Peter McNamara (3/3) Paul McNamee (3/4)           | Kevin Curren Steve Denton                       |
| 1983 | Mark Edmondson (3/5) Paul McNamee (4/4)         | Anders Järryd (1/8) Hans Simonsson                  | Peter Fleming (5/7) John McEnroe (5/9)            | Peter Fleming (6/7) John McEnroe (6/9)          |
| 1984 | Mark Edmondson (4/5) Sherwood Stewart (3/3)     | Henri Leconte Yannick Noah                          | Peter Fleming (7/7) John McEnroe (7/9)            | John Fitzgerald (2/7) Tomáš Šmíd (1/2)          |
| 1985 | Paul Annacone Christo van Rensburg              | Mark Edmondson (5/5) Kim Warwick (4/4)              | Heinz Günthardt (2/2) Balázs Taróczy (2/2)        | Ken Flach (1/4) Robert Seguso (1/4)             |
| 1986 | fără competiție                                 | John Fitzgerald (3/7) Tomáš Šmíd (2/2)              | Joakim Nyström Mats Wilander                      | Andrés Gómez (1/2) Slobodan Živojinović         |
| 1987 | Stefan Edberg (1/3) Anders Järryd (2/8)         | Anders Järryd (3/8) Robert Seguso (2/4)             | Ken Flach (2/4) Robert Seguso (3/4)               | Stefan Edberg (2/3) Anders Järryd (4/8)         |
| 1988 | Rick Leach (1/5) Jim Pugh (1/3)                 | Andrés Gómez (2/2) Emilio Sánchez (1/3)             | Ken Flach (3/4) Robert Seguso (4/4)               | Sergio Casal (1/2) Emilio Sánchez (2/3)         |
| 1989 | Rick Leach (2/5) Jim Pugh (2/3)                 | Jim Grabb (1/2) Patrick McEnroe                     | John Fitzgerald (4/7) Anders Järryd (5/8)         | John McEnroe (8/9) Mark Woodforde (1/12)        |
| 1990 | Pieter Aldrich (1/2) Danie Visser (1/3)         | Sergio Casal (2/2) Emilio Sánchez (3/3)             | Rick Leach (3/5) Jim Pugh (3/3)                   | Pieter Aldrich (2/2) Danie Visser (2/3)         |
| 1991 | Scott Davis David Pate                          | John Fitzgerald (5/7) Anders Järryd (6/8)           | John Fitzgerald (6/7) Anders Järryd (7/8)         | John Fitzgerald (7/7) Anders Järryd (8/8)       |
| 1992 | Todd Woodbridge (1/16) Mark Woodforde (2/12)    | Jakob Hlasek Marc Rosset                            | John McEnroe (9/9) Michael Stich                  | Jim Grabb (2/2) Richey Reneberg (1/2)           |
| 1993 | Danie Visser (3/3) Laurie Warder                | Luke Jensen Murphy Jensen                           | Todd Woodbridge (2/16) Mark Woodforde (3/12)      | Ken Flach (4/4) Rick Leach (4/5)                |
| 1994 | Jacco Eltingh (1/6) Paul Haarhuis (1/6)         | Byron Black Jonathan Stark                          | Todd Woodbridge (3/16) Mark Woodforde (4/12)      | Jacco Eltingh (2/6) Paul Haarhuis (2/6)         |
| 1995 | Jared Palmer (1/2) Richey Reneberg (2/2)        | Jacco Eltingh (3/6) Paul Haarhuis (3/6)             | Todd Woodbridge (4/16) Mark Woodforde (5/12)      | Todd Woodbridge (5/16) Mark Woodforde (6/12)    |
| 1996 | Stefan Edberg (3/3) Petr Korda                  | Yevgeny Kafelnikov (1/4) Daniel Vacek (1/3)         | Todd Woodbridge (6/16) Mark Woodforde (7/12)      | Todd Woodbridge (7/16) Mark Woodforde (8/12)    |
| 1997 | Todd Woodbridge (8/16) Mark Woodforde (9/12)    | Yevgeny Kafelnikov (2/4) Daniel Vacek (2/3)         | Todd Woodbridge (9/16) Mark Woodforde (10/12)     | Yevgeny Kafelnikov (3/4) Daniel Vacek (3/3)     |
| 1998 | Jonas Björkman (1/9) Jacco Eltingh (4/6)        | Jacco Eltingh (5/6) Paul Haarhuis (4/6)             | Jacco Eltingh (6/6) Paul Haarhuis (5/6)           | Sandon Stolle Cyril Suk                         |
| 1999 | Jonas Björkman (2/9) Patrick Rafter             | Mahesh Bhupathi (1/4) Leander Paes (1/8)            | Mahesh Bhupathi (2/4) Leander Paes (2/8)          | Sébastien Lareau Alex O'Brien                   |
| 2000 | Ellis Ferreira Rick Leach (5/5)                 | Todd Woodbridge (10/16) Mark Woodforde (11/12)      | Todd Woodbridge (11/16) Mark Woodforde (12/12)    | Lleyton Hewitt Max Mirnyi (1/6)                 |
| 2001 | Jonas Björkman (3/9) Todd Woodbridge (12/16)    | Mahesh Bhupathi (3/4) Leander Paes (3/8)            | Donald Johnson Jared Palmer (2/2)                 | Wayne Black (1/2) Kevin Ullyett (1/2)           |
| 2002 | Mark Knowles (1/3) Daniel Nestor (1/8)          | Paul Haarhuis (6/6) Yevgeny Kafelnikov (4/4)        | Jonas Björkman (4/9) Todd Woodbridge (13/16)      | Mahesh Bhupathi (4/4) Max Mirnyi (2/6)          |
| 2003 | Michaël Llodra (1/3) Fabrice Santoro (1/2)      | Bob Bryan (1/16) Mike Bryan (1/18)                  | Jonas Björkman (5/9) Todd Woodbridge (14/16)      | Jonas Björkman (6/9) Todd Woodbridge (15/16)    |
| 2004 | Michaël Llodra (2/3) Fabrice Santoro (2/2)      | Xavier Malisse (1/1) Olivier Rochus (1/1)           | Jonas Björkman (7/9) Todd Woodbridge (16/16)      | Mark Knowles (2/3) Daniel Nestor (2/8)          |
| 2005 | Wayne Black (2/2) Kevin Ullyett (2/2)           | Jonas Björkman (8/9) Max Mirnyi (3/6)               | Stephen Huss (1/1) Wesley Moodie (1/1)            | Bob Bryan (2/16) Mike Bryan (2/18)              |
| 2006 | Bob Bryan (3/16) Mike Bryan (3/18)              | Jonas Björkman (9/9) Max Mirnyi (4/6)               | Bob Bryan (4/16) Mike Bryan (4/18)                | Martin Damm (1/1) Leander Paes (4/8)            |
| 2007 | Bob Bryan (5/16) Mike Bryan (5/18)              | Mark Knowles (3/3) Daniel Nestor (3/8)              | Arnaud Clément (1/1) Michaël Llodra (3/3)         | Simon Aspelin (1/1) Julian Knowle (1/1)         |
| 2008 | Jonathan Erlich (1/1) Andy Ram (1/1)            | Pablo Cuevas (1/1) Luis Horna (1/1)                 | Daniel Nestor (4/8) Nenad Zimonjić (1/3)          | Bob Bryan (6/16) Mike Bryan (6/18)              |
| 2009 | Bob Bryan (7/16) Mike Bryan (7/18)              | Lukáš Dlouhý(1/2) Leander Paes (5/8)                | Daniel Nestor 5/8) Nenad Zimonjić 2/3)            | Lukáš Dlouhý (2/2) Leander Paes (6/8)           |
| 2010 | Bob Bryan (8/16) Mike Bryan (8/18)              | Daniel Nestor (6/8) Nenad Zimonjić (3/3)            | Jürgen Melzer 1/2) Philipp Petzschner 1/2)        | Bob Bryan (9/16) Mike Bryan (9/18)              |
| 2011 | Bob Bryan (10/16) Mike Bryan (10/18)            | Max Mirnyi (5/6) Daniel Nestor (7/8)                | Bob Bryan (11/16) Mike Bryan (11/18)              | Jürgen Melzer (2/2) Philipp Petzschner (2/2)    |
| 2012 | Leander Paes (7/8) Radek Štěpánek (1/2)         | Max Mirnyi (6/6) Daniel Nestor (8/8)                | Jonathan Marray (1/1) Frederik Nielsen (1/1)      | Bob Bryan (12/16) Mike Bryan (12/18)            |
| 2013 | Bob Bryan (13/16) Mike Bryan (13/18)            | Bob Bryan (14/16) Mike Bryan (14/18)                | Bob Bryan (15/16) Mike Bryan (15/18)              | Leander Paes (8/8) Radek Štěpánek (2/2)         |
| 2014 | Łukasz Kubot (1/2) Robert Lindstedt (1/1)       | Julien Benneteau (1/1) Édouard Roger-Vasselin (1/1) | Vasek Pospisil (1/1) Jack Sock (1/3)              | Bob Bryan (16/16) Mike Bryan (16/18)            |
| 2015 | Simone Bolelli (1/1) Fabio Fognini (1/1)        | Ivan Dodig (1/3) Marcelo Melo (1/2)                 | Jean-Julien Rojer (1/3) Horia Tecău (1/2)         | Pierre-Hugues Herbert (1/5) Nicolas Mahut (1/5) |
| 2016 | Jamie Murray (1/2) Bruno Soares (1/3)           | Feliciano López (1/1) Marc López (1/1)              | Pierre-Hugues Herbert (2/5) Nicolas Mahut (2/5)   | Jamie Murray (2/2) Bruno Soares (2/3)           |
| 2017 | Henri Kontinen (1/1) John Peers (1/1)           | Ryan Harrison (1/1) Michael Venus (1/1)             | Łukasz Kubot (2/2) Marcelo Melo (2/2)             | Jean-Julien Rojer (2/3) Horia Tecău (2/2)       |
| 2018 | Oliver Marach (1/1) Mate Pavić (1/4)            | Pierre-Hugues Herbert (3/5) Nicolas Mahut (3/5)     | Mike Bryan (17/18) Jack Sock (2/3)                | Mike Bryan (18/18) Jack Sock (3/3)              |
| 2019 | Pierre-Hugues Herbert (4/5) Nicolas Mahut (4/5) | Kevin Krawietz (1/2) Andreas Mies (1/2)             | Juan Sebastián Cabal (1/2) Robert Farah (1/2)     | Juan Sebastián Cabal (2/2) Robert Farah (2/2)   |
| 2020 | Rajeev Ram (1/4) Joe Salisbury (1/4)            | Kevin Krawietz (2/2) Andreas Mies (2/2)             | Turneu anulat                                     | Mate Pavić (2/4) Bruno Soares (3/3)             |
| 2021 | Ivan Dodig (2/3) Filip Polášek (1/1)            | Pierre-Hugues Herbert (5/5) Nicolas Mahut (5/5)     | Nikola Mektić (1/1) Mate Pavić (3/4)              | Rajeev Ram (2/4) Joe Salisbury (2/4)            |
| 2022 | Thanasi Kokkinakis (1/1) Nick Kyrgios (1/1)     | Marcelo Arévalo (1/2) Jean-Julien Rojer (3/3)       | Matthew Ebden (1/2) Max Purcell (1/2)             | Rajeev Ram (3/4) Joe Salisbury (3/4)            |
| 2023 | Rinky Hijikata (1/1) Jason Kubler (1/1)         | Ivan Dodig (3/3) Austin Krajicek (1/1)              | Wesley Koolhof (1/1) Neal Skupski (1/1)           | Rajeev Ram (4/4) Joe Salisbury (4/4)            |
| 2024 | Rohan Bopanna (1/1) Matthew Ebden (2/2)         | Marcelo Arévalo (2/2) Mate Pavić (4/4)              | Harri Heliövaara (1/2) Henry Patten (1/2)         | Max Purcell (2/2) Jordan Thompson (1/1)         |
| 2025 | Harri Heliövaara (2/2) Henry Patten (2/2)       | Marcel Granollers (1/1) Horacio Zeballos (1/1)      | Julian Cash (1/1) Lloyd Glasspool (1/1)           |                                                 |
| An   | Australian Open                                 | French Open                                         | Wimbledon                                         | US Open                                         |